# انتقام امرأة (مسلسل)
انتقام امرأة هو مسلسل تليفزيوني مصري عُرض أول مرة سنة 1983، بطولة صلاح ذو الفقار ومديحة كامل، تأليف شريف المنباوي وإخراج حمدي الإبراشي.

## القصة
يعمل خيري (صلاح ذو الفقار) مديرا لمركز أبحاث يختص بإجراء تجارب علمية وتعمل سلوى (مديحة كامل) باحثة في المركز عينه، تحدث سرقة في مخزن للمواد الكيميائية وتلاعب في فواتير المصروفات وعينات التجارب، والغرض من ذلك بيع المواد الكيميائية لصالح جهات أخرى تتاجر بها لأغراض مشبوهة، يكتشف خيري هذه السرقة، فيقوم السراق بإحراق المستودع لإخفاء أي شبهات من أجل تضليل إدارة المركز والعدالة، فينتج عن إحراق هذه المواد انفجار في المركز، تصاب سلوى بحروق، وتفقد بصرها، يتكفل خيري بعلاجها في أكبر المستشفيات، ثم تقرر الكشف عن سر هذه الأحداث، والانتقام من الجناة.

## الشخصيات
- صلاح ذو الفقار
- مديحة كامل
- يوسف شعبان
- محمد وفيق
- جمال إسماعيل
- صبري عبد المنعم
- راوية سعيد
- محمد عناني
- نادية رفيق
- عزة جمال